# Citadel
Et citadel er det mest befæstede område i en by, og kan bruges som sidste tilflugtssted. Det kan være et borg, en fæstning eller et andet befæstet centrum. Udtrykket kommer fra fra italiensk og er en diminutivform af city (by), og betyder altså "lille by", fordi det er den mindre, men stærkt beskyttede del af byen – dens forsvarskerne.
I et fæstningsværk med bastioner er citadellet den stærkeste del af systemet, nogle gange placeret godt inde bag de ydre mure og bastioner, men ofte også en del af den ydre mur af økonomiske årsager. Det er placeret som den sidste forsvarslinje, i tilfælde af at fjenden bryder igennem de øvrige dele af fæstningssystemet.

## Eksempler
- Kastellet – Københavns citadel.
- Landskronas citadel med Landskrona Slot.
- Kastellet i Stockholm
- Kastellet (Rønne) tidligere kaldt Citadel.
- Quebec Citadel i Canada

## Krigsskib
Et krigsskibs bedst befæstede del af broen bliver også kaldt et citadel.